# Френе (коммуна)
Френе́ (фр. Fresnay) — коммуна во Франции, находится в регионе Шампань — Арденны. Департамент — Об. Входит в состав кантона Сулен-Дюи. Округ коммуны — Бар-сюр-Об.
Код INSEE коммуны — 10161.
Коммуна расположена приблизительно в 190 км к востоку от Парижа, в 80 км южнее Шалон-ан-Шампани, в 55 км к востоку от Труа.

## Население
Население коммуны на 2008 год составляло 45 человек.
| 1962 | 1968 | 1975 | 1982 | 1990 | 1999 | 2008 |
| ---- | ---- | ---- | ---- | ---- | ---- | ---- |
| 61   | 71   | 57   | 59   | 52   | 43   | 45   |

## Экономика
В 2007 году среди 32 человек в трудоспособном возрасте (15—64 лет) 19 были экономически активными, 13 — неактивными (показатель активности — 59,4 %, в 1999 году было 82,1 %). Из 19 активных работали 19 человек (10 мужчин и 9 женщин), безработных не было. Среди 13 неактивных 3 человека были учениками или студентами, 8 — пенсионерами, 2 были неактивными по другим причинам.